# Saint-Firmin (Saona y Loira)
 Saint-Firmin  es una población y comuna francesa, en la región de Borgoña, departamento de Saona y Loira, en el distrito de Autun y cantón de Le Creusot-Est.

## Demografía
| 596 | 542 | 588 | 711 | 778 | 773 |
| Para los censos de 1962 a 1999 la población legal corresponde a la población sin duplicidades (Fuente: INSEE [Consultar]) |     |     |     |     |     |